# Фрідріх Макс Мюллер

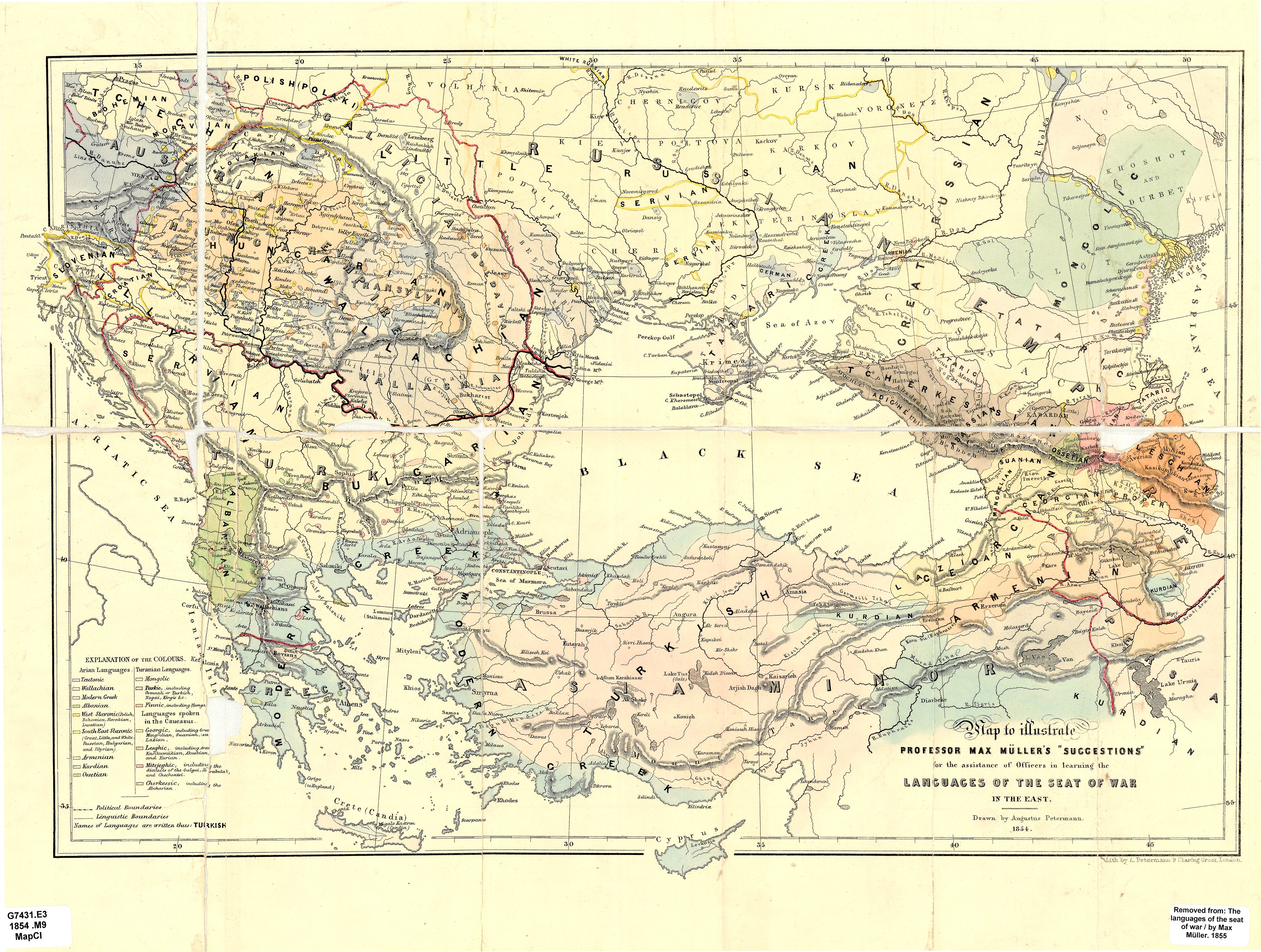
Карта мов Східної Європи Макса Мюллера, 1854 рік

Мюллер Фрідріх Макс (Максиміліан) (нім. Max Müller; (6 грудня 1823, Дессау — 28 жовтня 1900, Оксфорд) — німецький та англійський філолог, спеціаліст із загального мовознавства, індології, міфології, засновник «Школи природного міфу». Член Геттінгенської академії наук.
Доктор філософії (1848). Професор Оксфорду, де викладав санскрит.
З 1875 присвятив себе виданню священних книг Сходу. Співпрацював з Нандзьо Бунью, Касахара Кендзю і Такакусу Дзюндзиро та іншими.
Йому належить монументальне видання «Ріг-веди» (Rigveda-Samhita, together with the commentary of Sayanacarya, Лондон, 1849—1873; 2-е видання 1890—1892, в 4 томах) — це одне з найбільших досягнень XIX ст.

## Школа Природного Міфу
Макс Мюллер є одним із засновників та найвидатніших представників натуралістичної або міфологічної школи походження релігії. Діячі цього напрямку стверджували, що образи древніх міфів — лише персоніфіковані явища природи, часто катастрофічні, такі як землетруси, урагани, виверження вулканів, що вражали для древніх людей, впливали на їхню уяву, а також небесні тіла — сонце, місяць і зорі — свідчення древнього астрально-міфологічного світогляду.
Походження міфологічних образів Макс Мюллер приписував «хворобі мови», наповненню поетичних образів релігійним змістом.
Древні люди антропоморфізували природу. Наприклад, щоб повідомити про настання ночі вони говорили: «Сонце йде спати». Такі вислови були «міфо-поетичними», але розумілись буквально, і пізні покоління перетворили сонце в живу істоту, міфічний образ. Віра в божество, за словами Макса Мюллера, почалась не з монотеізму чи політеізму, а з генотеізму чи катенотеізму (обидва терміни запропоновані Максом Мюллером) — такої форми релігії, коли люди, визнававши й інших богів, поклонялись одному з них, часто розглядаючи його як представника всіх інших.
Загалом концепція Макса Мюллера має достатньо спекулятивний характер. Поняття генотеізму, щоправда, виявилось продуктивним і ввійшло в науку, але це явище притаманне лише деяким розвинутим релігіям, таким як єгипетська та древнєєврейська (в її ранній фазі). Незважаючи на суперечливість його теорій і методів, наприклад, зведення міфологічних образів до природних явищ, утотожнення міфології та релігії, сучасні історики вбачають в Максі Мюллері «одного із засновників, без якого сучасне порівняльне релігієзнавство не могло б існувати».

## Основні роботи
- «Порівняльна міфологія» (1856),
- «Стружки з німецької майстерні» (1867—1875),
- «Вступ у науку про релігію» (1873),
- «Природна релігія» (1889),
- «Фізична релігія» (1891),
- «Антропологічна релігія» (1892),
- «Теософія, або психологічна релігія» (1897),
- «Шість систем індійської філософії» (1899).